# Сен-Гюэн
Сен-Гюэн (фр. Saint-Guen, брет. Sant-Wenn) — ассоциированная коммуна во Франции, находится в регионе Бретань. Департамент — Кот-д’Армор. Кантон Мюр-де-Бретань. Округ коммуны — Бриё.
В 2017 году объединилась с коммуной Мюр-де-Бретань в новую коммуну Герледан.
Код INSEE коммуны — 22298.

## География
Коммуна расположена приблизительно в 400 км к западу от Парижа, в 95 км западнее Ренна, в 36 км к югу от Сен-Бриё.

## Население
Население коммуны на 2008 год составляло 460 человек.
| 1962 | 1968 | 1975 | 1982 | 1990 | 1999 | 2008 |
| ---- | ---- | ---- | ---- | ---- | ---- | ---- |
| 722  | 611  | 503  | 435  | 450  | 461  | 460  |

## Администрация
| Период | Период | Фамилия            | Партия | Примечания |
| ------ | ------ | ------------------ | ------ | ---------- |
| 2001   | 2008   | Жан-Батист Ле Френ |        |            |
| 2008   | 2014   | Микаэль Дабе       |        | коммерсант |

## Экономика
В 2007 году среди 255 человек в трудоспособном возрасте (15—64 лет) 181 были экономически активными, 74 — неактивными (показатель активности — 71,0 %, в 1999 году было 70,4 %). Из 181 активных работали 171 человек (100 мужчин и 71 женщина), безработных было 10 (4 мужчины и 6 женщин). Среди 74 неактивных 22 человека были учениками или студентами, 33 — пенсионерами, 19 были неактивными по другим причинам.

## Достопримечательности
- Часовня Сен-Тюгдюаль, или Сен-Пабю (XVI век). Исторический памятник с 1967 года[3]
- Фонтан Сент-Элуан (1633 год). Исторический памятник с 1964 года[4]
- Монументальный крест Сенешаль на площади Марии (XV век). Исторический памятник с 1964 года[5]
- Церковь Св. Марии Магдалины (XVII век)[6]

## Фотогалерея

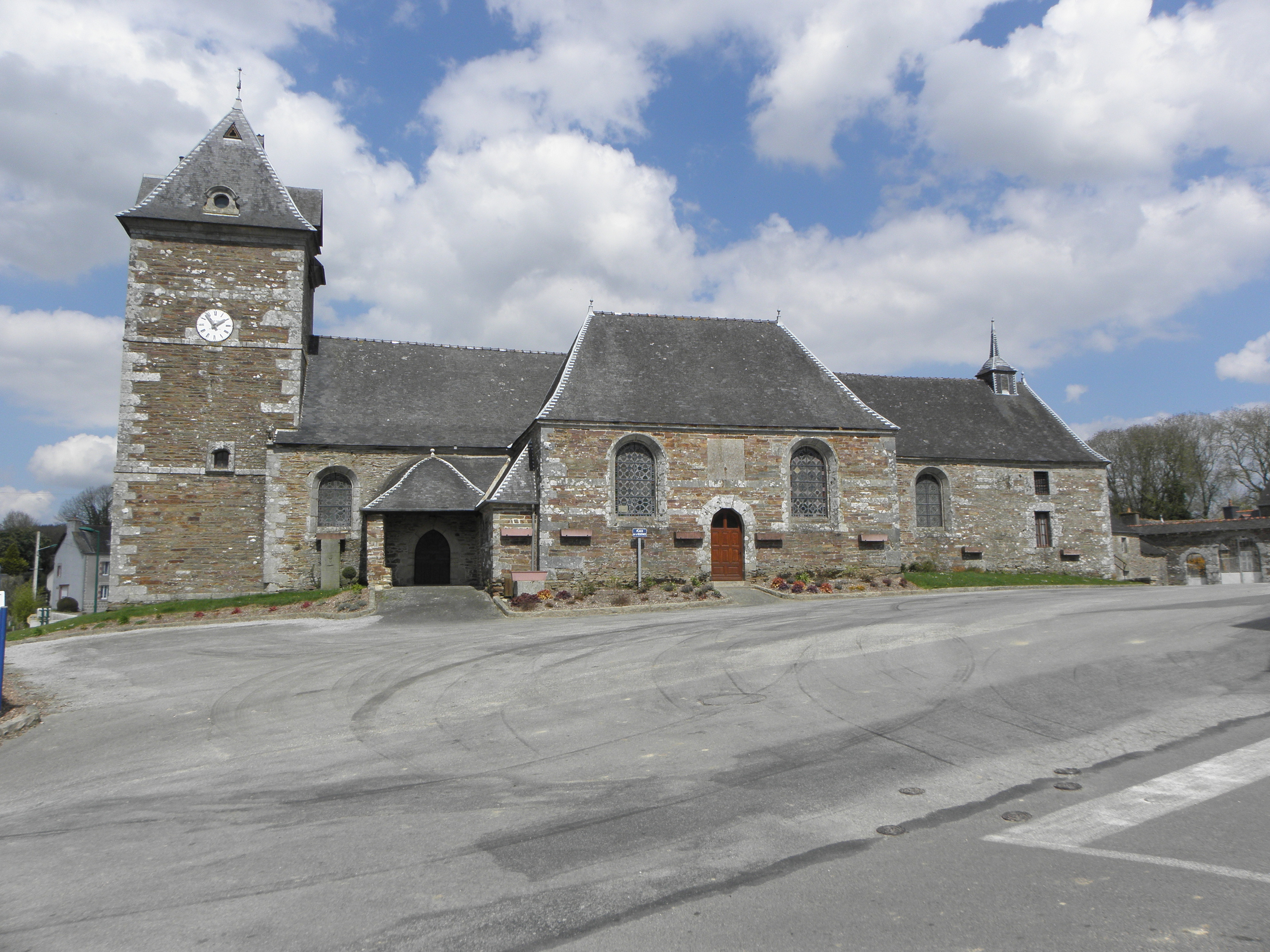
Церковь Св. Марии Магдалины
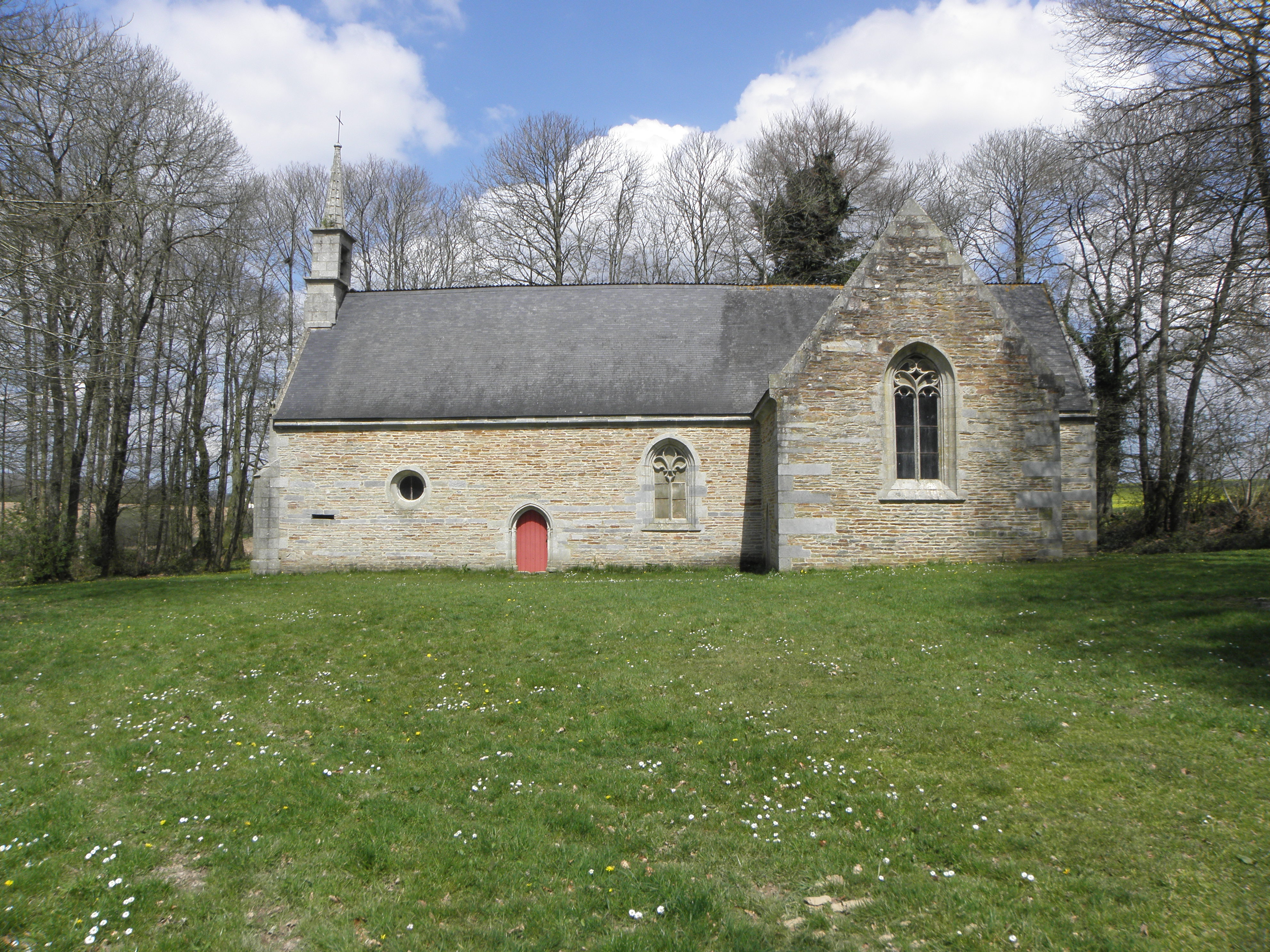
Часовня Сен-Пабю
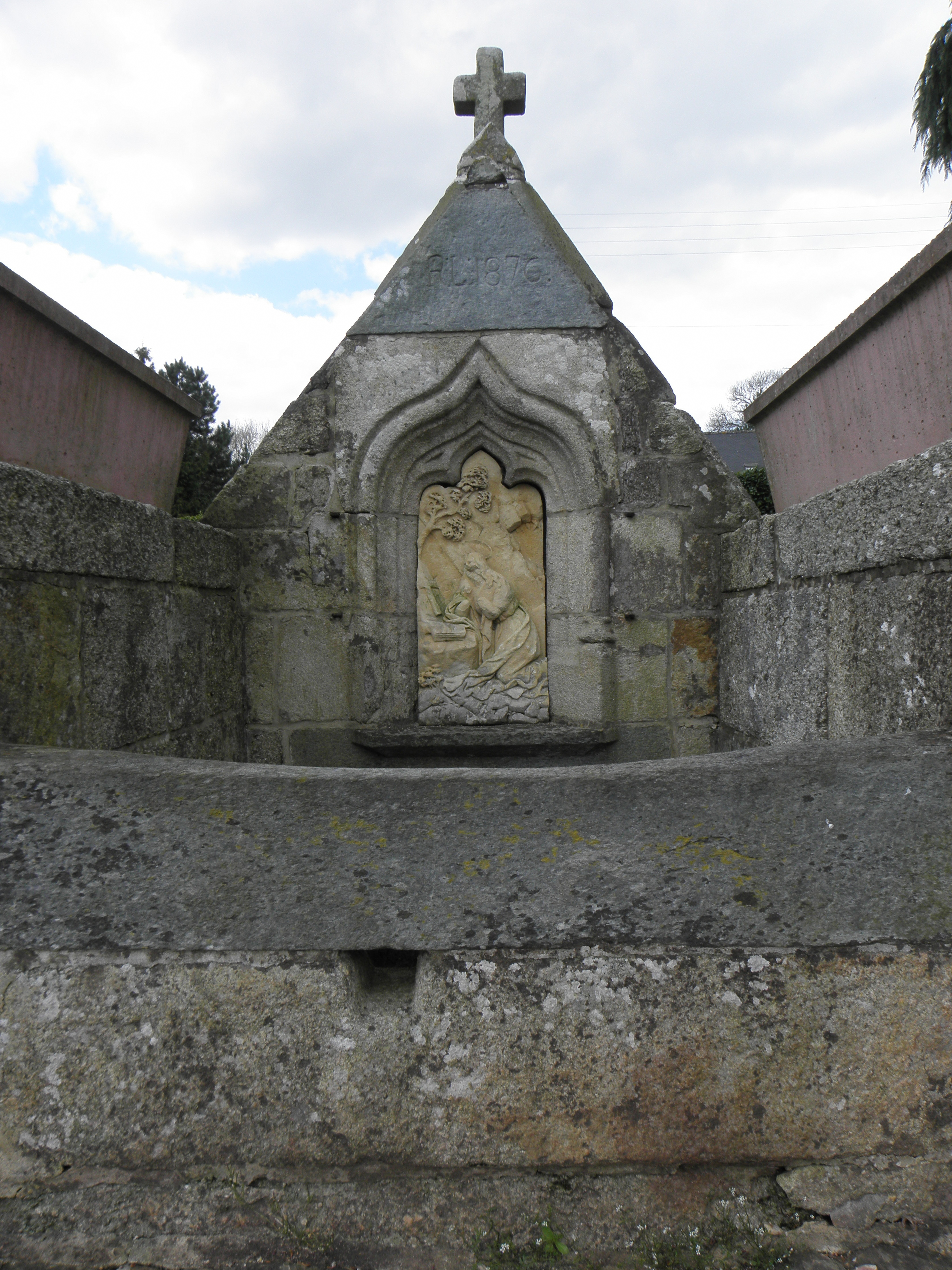
Фонтан Св. Марии Магдалины
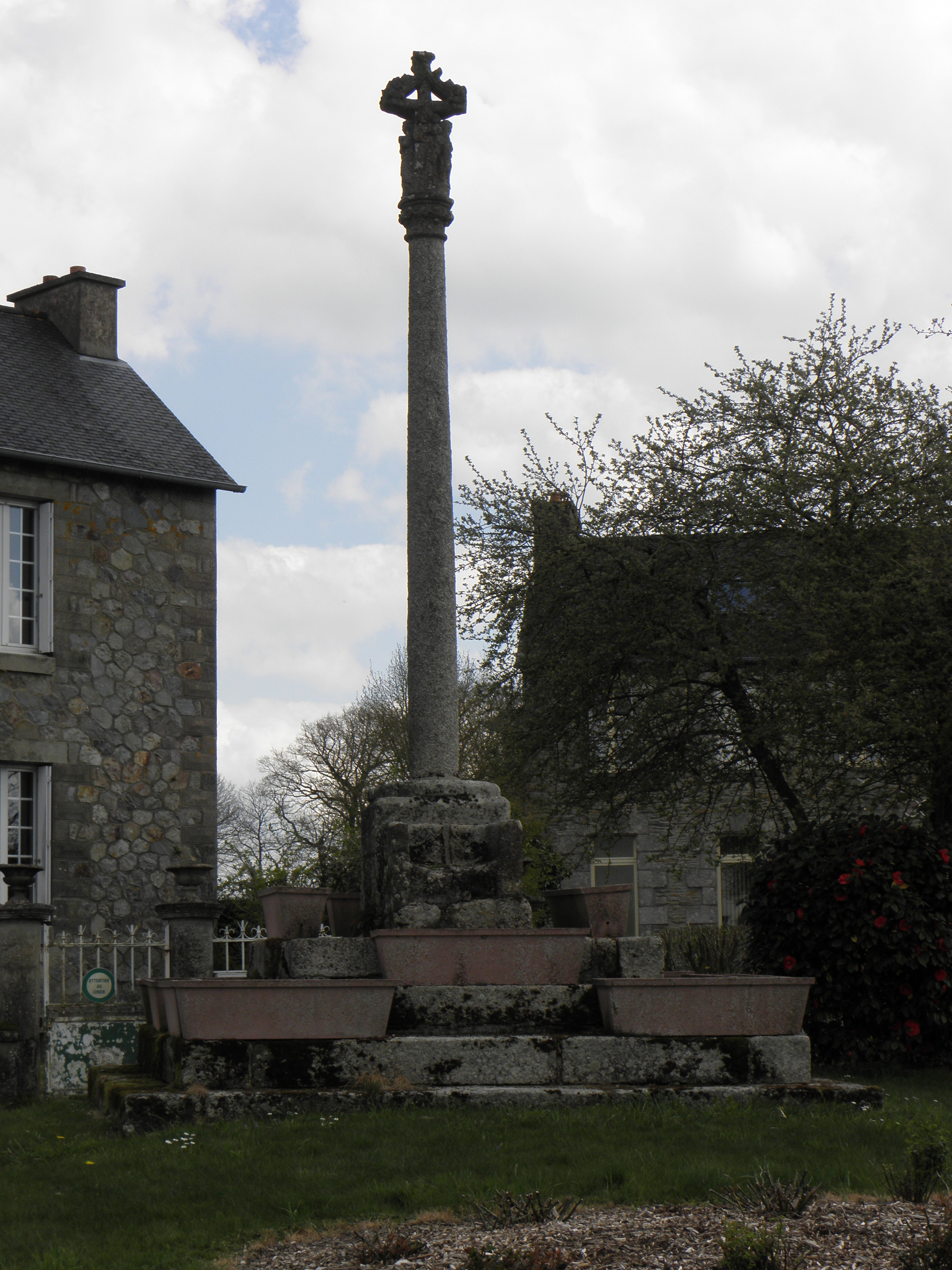
Крест Сенешаль